# هاراکیری (مجله)

تصویر روح الله خمینی در حال نوازش سینه یک عروسک بادی روی جلد مجله هاراکیری با این : «زندگی جنسی آیت‌الله» در زمان حضور روح الله خمینی در نوفل‌لوشاتو

هاراکیری (به فرانسوی: Hara-Kiri) مجله طنز ماه‌نامه فرانسوی بود که اولین بار در سال 1960 میلادی در فرانسه چاپ شد. هفته نامه شارلی ابدو، بعدتر جایگزین هاراکیری شد.
انتشارات اسکوار فرانسه که ناشر آثار کمیک استریپ و مجلات طنز مثل ماهنامه شارلی بود، هفته‌نامه دیگری را نیز با نام «هاراکیری ابدو» منتشر می‌کرد که در واقع ضمیمه و زیرمجموعه ماهنامه «هاراکیری» (۱۹۶۰ تا ۱۹۸۹) بود. هاراکیری ابدو در صفحه اول خود برای اعلام خبر درگذشت شارل دوگل، تیتر زده بود: «مجلس رقص تراژیک در کلمبه (محل درگذشت شارل دوگل) – یک کشته». این تیتر خشم دولت فرانسه را برانگیخت، زیرا به یک خبر و ماجرای جنجالی دیگری اشاره داشت که کمی قبل از آن اتفاق افتاده بود. چند روز قبل از آن، آتش‌سوزی در یک سالن رقص در فرانسه ۱۴۶ کشته برجای گذاشته بود، اما مطبوعات آن زمان فرانسه به جای نکوهش مقامات، به دلیل سهل‌انگاری فاحش و رعایت نشدن شرایط امنیتی، از این آتش‌سوزی صرفاً با عنوان «مجلس رقص تراژیک» نام می‌بردند. در واقع تیتر هاراکیری ابدو برای خبر درگذشت شارل دوگل، یک نیش گزنده و محکومیت دولت فرانسه در ماجرای آن آتش‌سوزی بود که جان بسیاری از مردم را گرفته بود. اما پس از اقدام دولت فرانسه علیه هاراکیری ابدو و توقف انتشار این هفته‌نامه، انتشارات اسکوار این ممنوعیت را دور زد و تصمیم گرفت با انتشار یک هفته‌نامه دیگر به نام شارلی ابدو، نبود هاراکیری ابدو را جبران کند. به این ترتیب، اولین شماره شماره شارلی ابدو در روز دوشنبه ۲۳ نوامبر۱۹۷۰ منتشر شد و با قیمت دو فرانک روی پیشخوان روزنامه‌فروشی‌ها قرار گرفت.